# Coupe de la Ligue anglaise de football 1967-1968
Navigation
1966-1967 1968-1969
La Coupe de la Ligue anglaise de football 1967-1968 est la huitième édition de la Coupe de la Ligue anglaise de football, elle regroupe les 92 meilleurs clubs d'Angleterre.
La compétition est remportée par Leeds United, qui bat Arsenal FC en finale au Stade de Wembley à Londres sur le score de 1 à 0.

## Format
Les 20 clubs de la Premier League et les 72 clubs de la Football League sont conviés à la compétition. Deux clubs ne participent pas à cette édition.
Jusqu'aux quarts de finale les rencontres se disputent sur un seul match. En cas d'égalité après le temps règlementaire, une prolongation de deux fois 15 minutes est jouée. S'il n'y a pas de vainqueur au bout de la prolongation, le match est rejoué chez le club visiteur. A partir des demi-finales, les matchs sont joués en aller et retour, en cas d'égalité au score cumulé un troisième match est joué.
La finale est jouée en un match unique à Wembley.
Les clubs ne participants pas à la compétition : 
- Manchester United
- Tottenham Hotspur

## Calendrier
| Tour           | Date principale                |
| -------------- | ------------------------------ |
| premier tour   | 23 août 1967                   |
| deuxième tour  | 13 septembre 1967              |
| troisième tour | 11 octobre 1967                |
| quatrième tour | 1 novembre 1967                |
| cinquième tour | 29 novembre 1967               |
| demi-finales   | 17 janvier et 6/7 février 1968 |
| finale         | 2 mars 1968                    |

## Demi-finales
| Équipe 1     | Résultat | Équipe 2          | Aller | Retour |
| ------------ | -------- | ----------------- | ----- | ------ |
| Arsenal FC   | 6 - 3    | Huddersfield Town | 3 - 2 | 3 - 1  |
| Derby County | 2 - 4    | Leeds United      | 0 - 1 | 2 - 3  |

## Finale
La finale se déroule le 2 mars 1968 au Stade de Wembley à Londres. Leeds United remporte sa première Coupe de la ligue, Terry Cooper est l'unique buteur du match.
| Finale de la Coupe de la Ligue anglaise 1967-1968 | Leeds United | 1 – 0   | Arsenal FC | Wembley, Londres     |                      |
| 2 mars 1968                                       |              | (1 – 0) |            | Spectateurs : 97 877 | Spectateurs : 97 877 |